# Chalcitiscus
Chalcitiscus is een geslacht van vliesvleugeligen uit de familie bronswespen (Chalcididae). De wetenschappelijke naam van dit geslacht is voor het eerst geldig gepubliceerd in 1946 door Ghesquière.

## Soorten
Het geslacht Chalcitiscus is monotypisch en omvat slechts de volgende soort:
- Chalcitiscus debilis (Heer, 1856)